# Rothenburg ob der Tauber

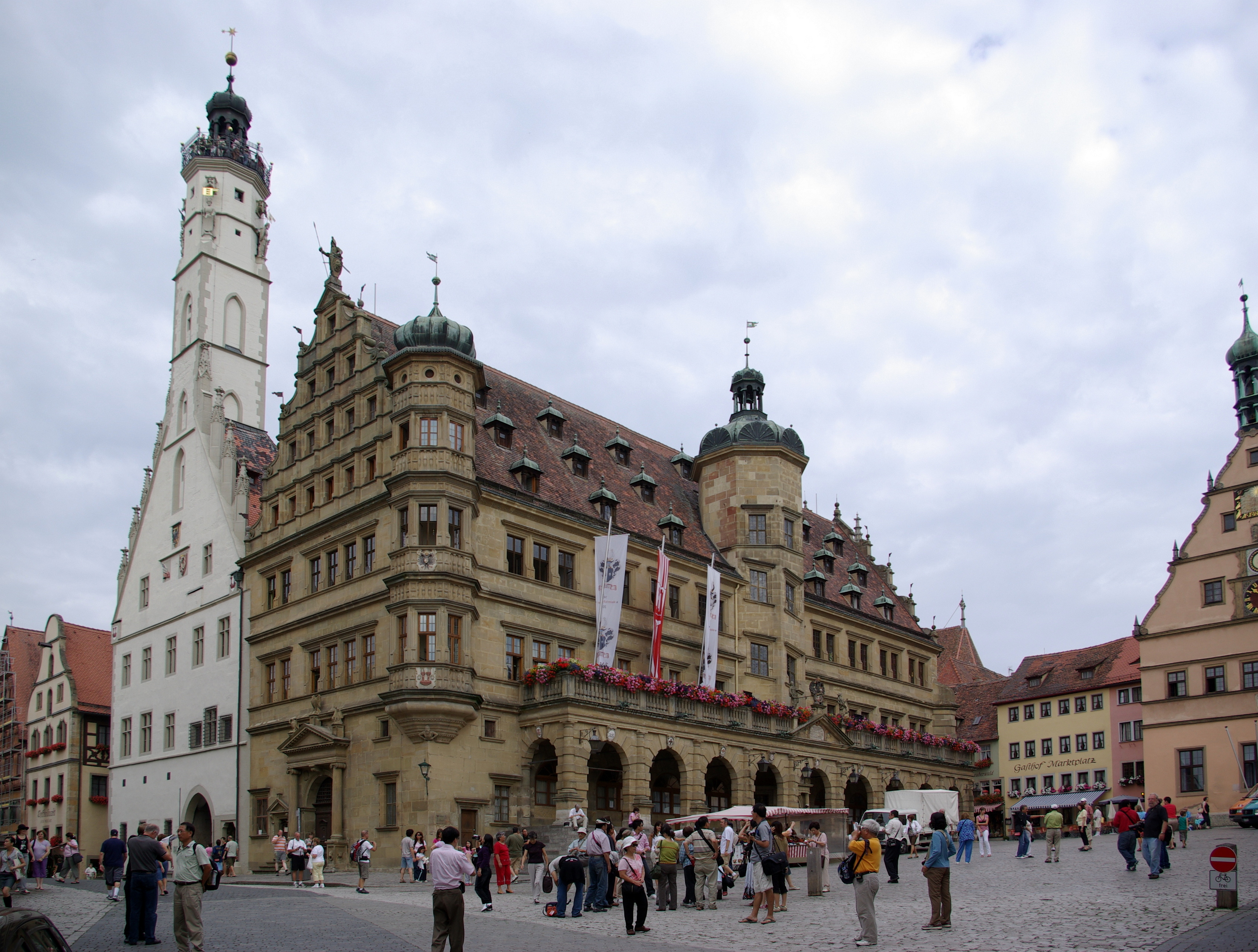
Rådhuset på torget

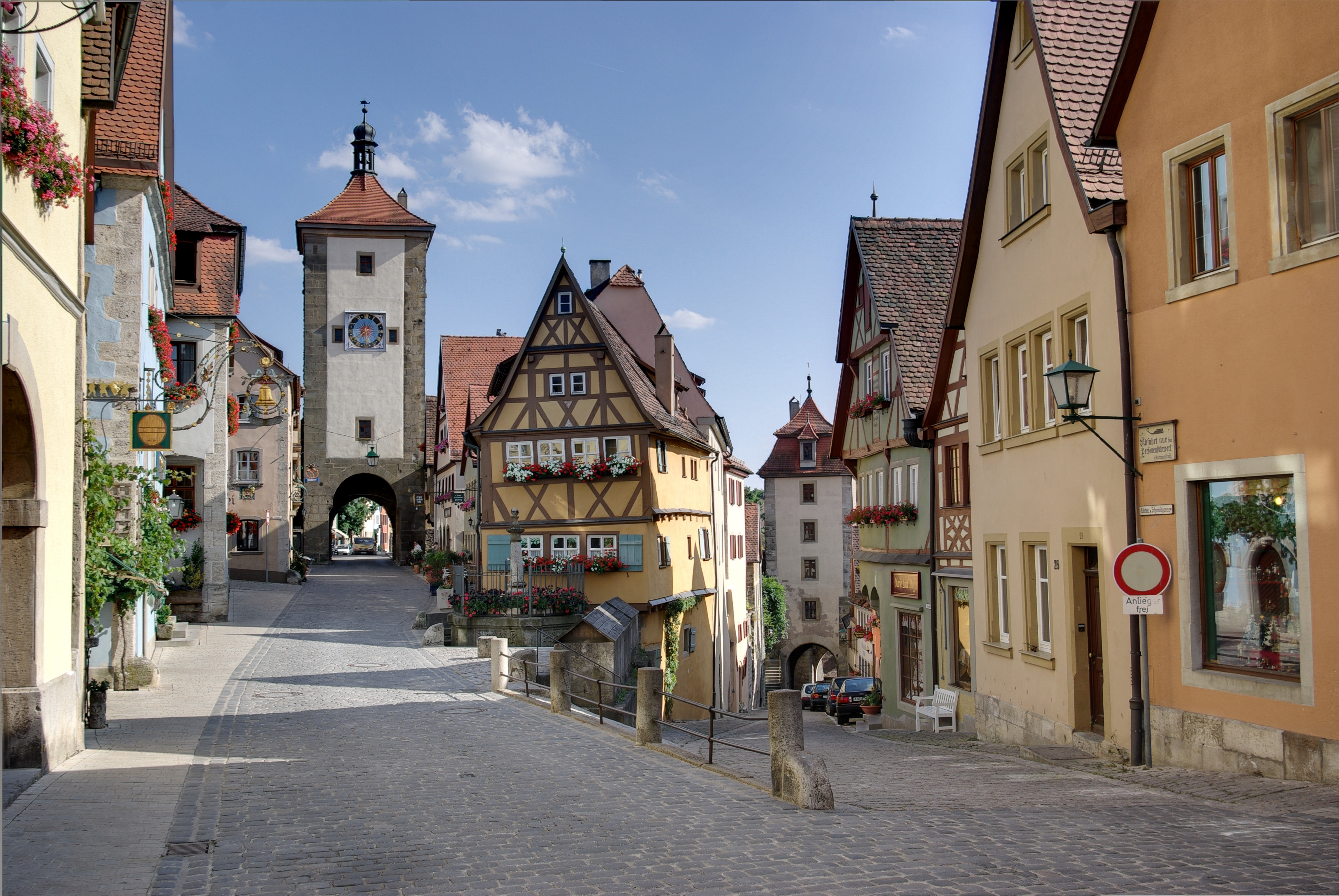
"Plönlein", det lilla torget

Rothenburg ob der Tauber är en stad i Landkreis Ansbach i Regierungsbezirk Mittelfranken i förbundslandet Bayern i Tyskland. Rothenburg erhöll stadsprivilegier 1241.
Floden Tauber flyter förbi nedanför kullen som staden ligger på, och naturskyddsområdet Frankenhöhe ligger nordost om staden. En av Tysklands turistvägar, "Romantiska vägen" (tyska Romantische Straße), passerar förbi.

## Historia
Konrad III uppförde borgen Reichsburg 1142 åt Hohenstaufiska ätten, men Tauberdalen hade varit befolkad sedan 960-talet. År 1247 blev staden en fri riksstad. 1356 förstördes delar av Reichsburg vid en jordbävning, men byggdes upp igen och var i början av 1400-talet en av rikets största städer med 6 000 invånare. Tyska bondekriget nådde staden 1525 och gjorde att stadens befolkning minskade. År 1544 nådde reformationen Rothenburg.
1631, under 30-åriga kriget, erövrades staden av de kejserliga trupperna under general Tilly. Den protestantiska staden hade gjort motstånd i hopp om att svenska trupper skulle komma till undsättning. Ingen förstärkning kom och staden skulle skövlas och brännas. Nu fick staden ett val. Om någon kunde dricka en glasbägare med 3 1/4 liter vin, så skulle staden skonas! Den gamle borgmästaren Nusch antog vadet och svepte hela bägaren, och Tilly skonade staden. På Ratstrinkstube finns det ett klockspel, som återger händelsen flera gånger varje dag. Den firas också årligen, med festspelet Der Meistertrunk (Mästarhävningen).
Frankiska Rothenburg införlivades med kungariket Bayern 1803.
Påskafton 31 mars 1945 flygbombades staden av de allierade och nästan 40 % av Rothenburg blev förstört genom bombning och brand. Angreppet var egentligen mot ett oljeförråd i Ebrach, men det var för starkt försvarat, så Rothenburg fick bli ersättningsmål, fastän staden inte hade några strategiska mål. Återuppbyggnaden inleddes efter krigsslutet, men fullbordades inte förrän 1970.

## Staden
Vid stadens torg ligger byggnaden Ratstrinkstube, i vars klockfasad det, förutom klockor, urtavla och solur, finns figurer som varje dag (varje hel timme 11–15 och 20–22) spelar upp den historiska myten om Meistertrunk.
Staden har ett kriminalmuseum som visar hur medeltidens fångar bestraffades och torterades.
I staden finns också en känd julaffär som har öppet året om, Käthe Wohlfahrt.
En del av Rothenburg är bilfri.

## Museer
- Reichsstadtmuseum
- Mittelalterliches Kriminalmuseum - Historiska juridiska dokument.
- Puppen- und Spielzeugmuseum - Dockor och leksaker.
- Schäfertanzmuseum - Herdedans.
- Weihnachtsmuseum - Julmuseum med visning och försäljning av julsaker året om.
- Handwerkerhaus - Hantverkshuset.

## Vänorter
- Suzdal i Ryssland
- Athis-Mons i Frankrike
- Uchiko i Japan

## Övriga fakta
- Rothenburg var orten Vulgarian i filmen Chitty Chitty Bang Bang från 1968.
- Staden i japanska mangaserien A Little Snow Fairy Sugar inspirerades av Rothenburg.
- Rothenburg var orten i seriehäftet La Frontière de la vie Yoko Tsuno 1977 (Vid livets gräns).
- Walt Disneyfilmen Pinocchio inspirerades av staden.
- Rothenburgsgatorna Koboldzellersteig och Spittalgasse är avbildade på omslagen till två av Blackmore's Nights album. 1999 Under a purple Moon och festivalalbumet från 2006 Winter Carols.

## Bildgalleri

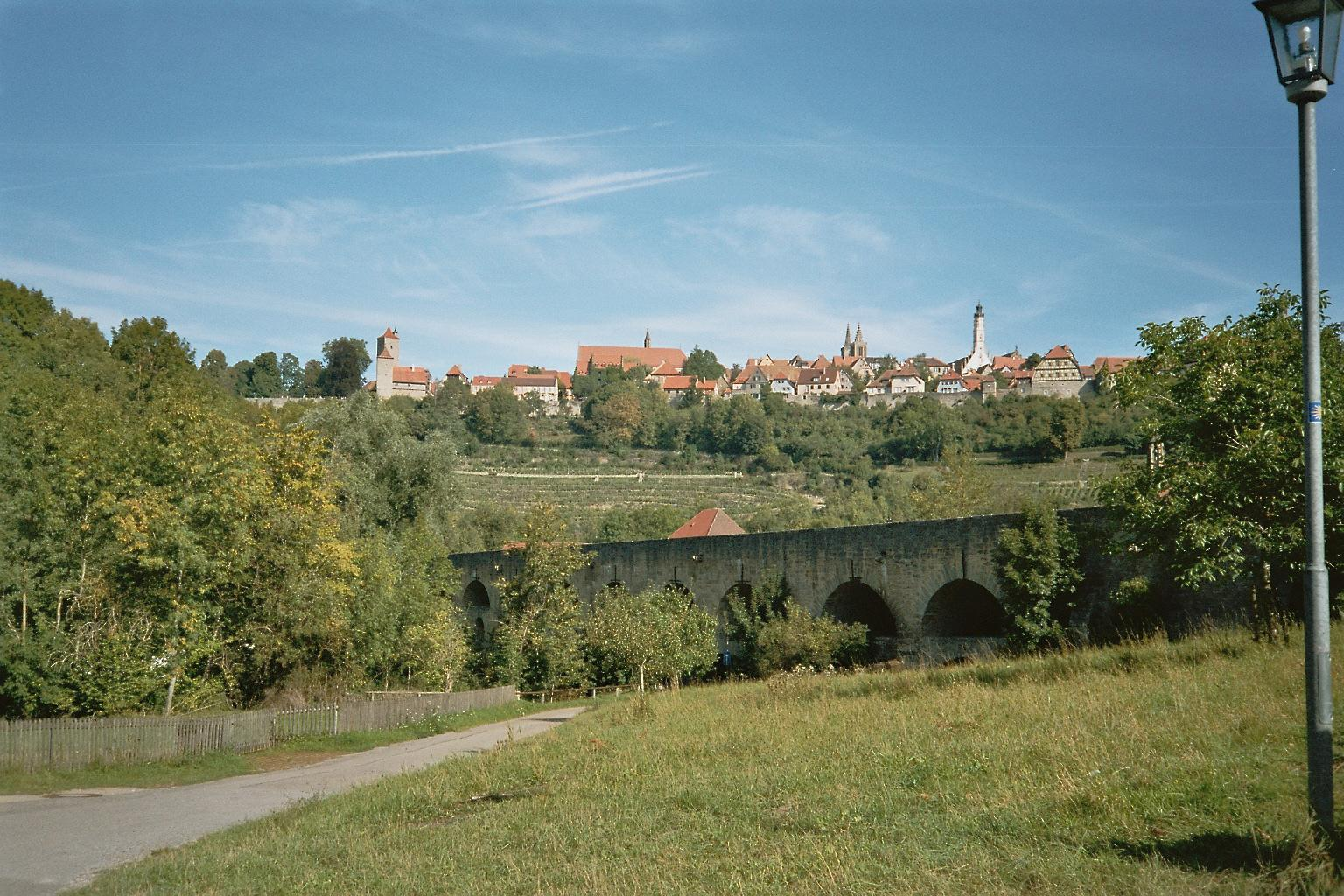
Vy över Rothenburg från floden Tauber
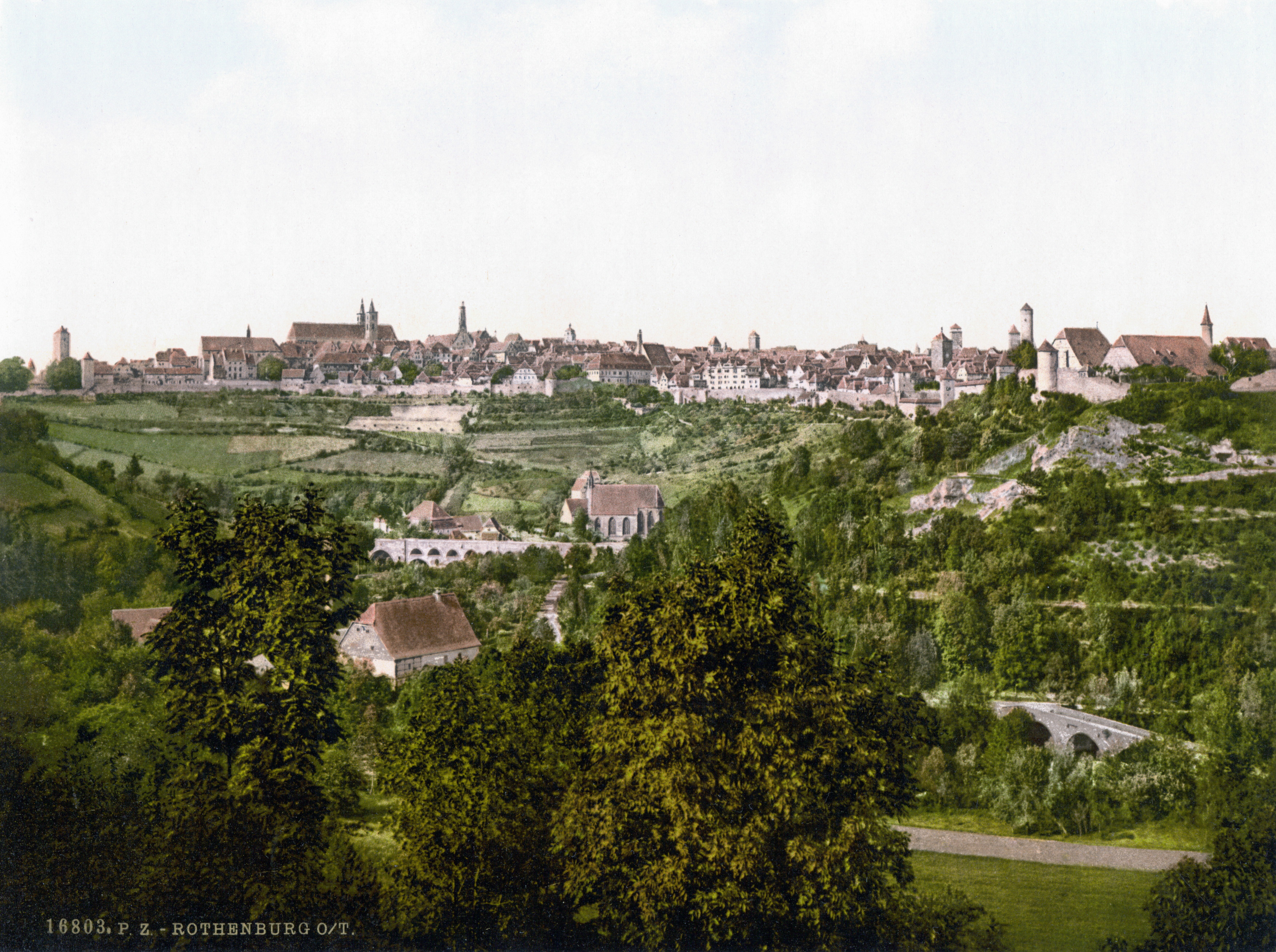
Rothenburg ob der Tauber år 1900
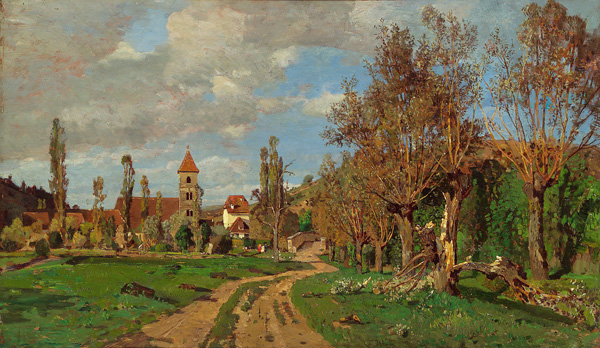
Målning av Tina Blau: Detwang im Taubertal bei Rothenburg
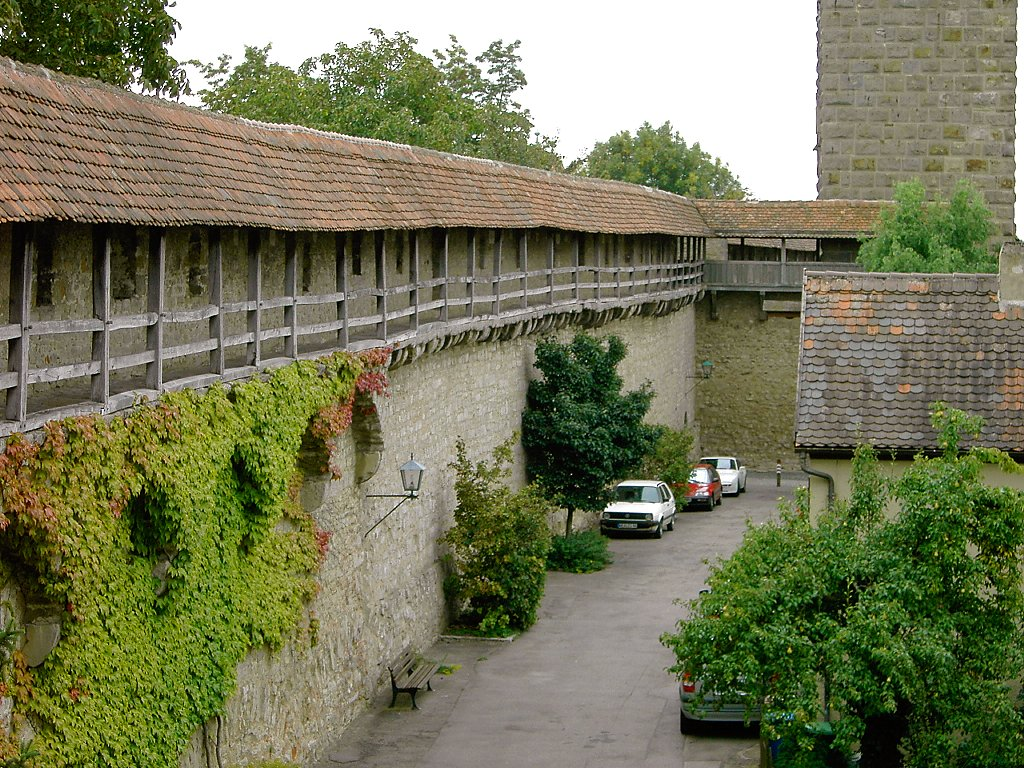
Stadsmuren med vaktgång
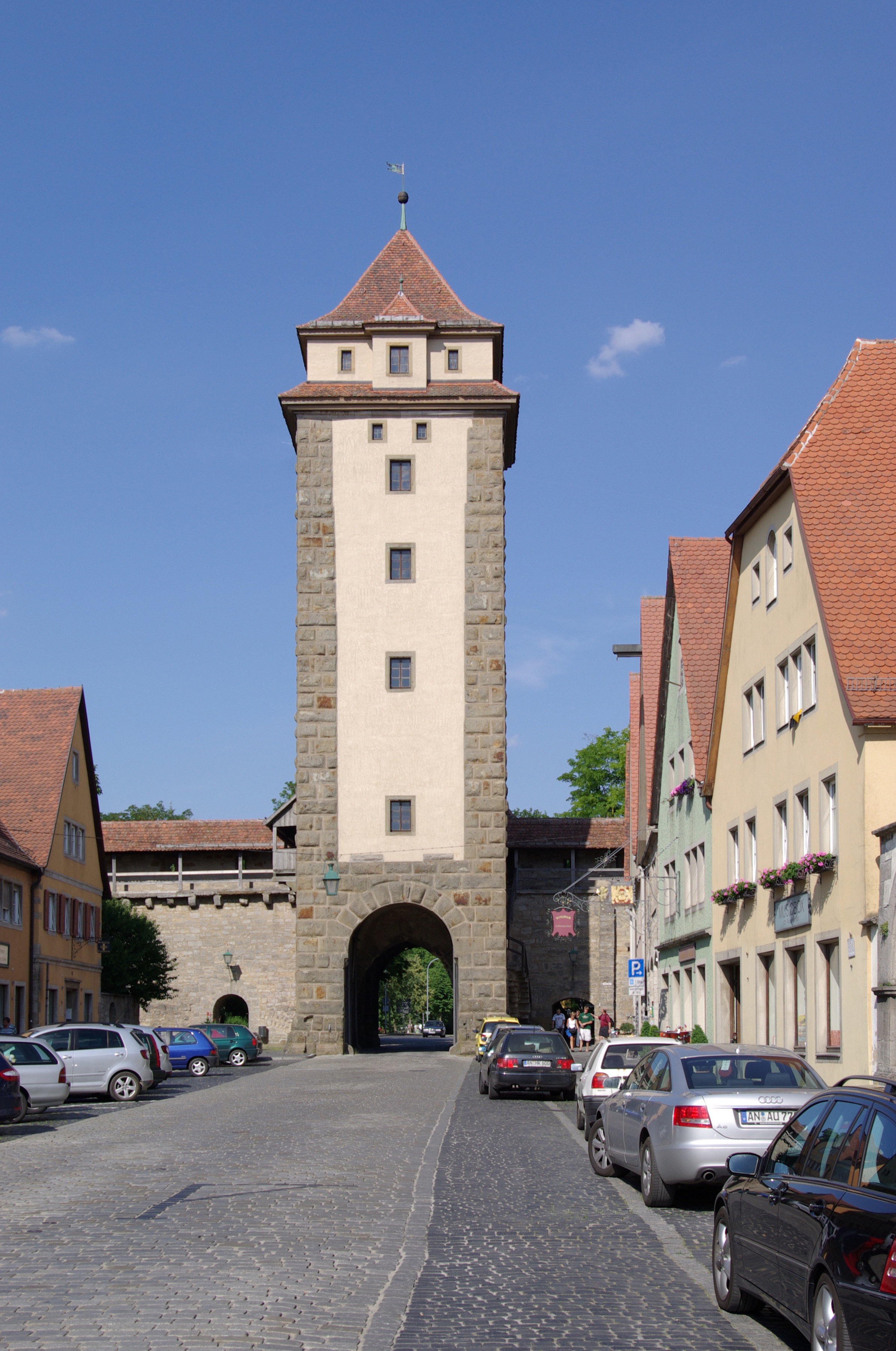
Galgengasse mot Galgentor
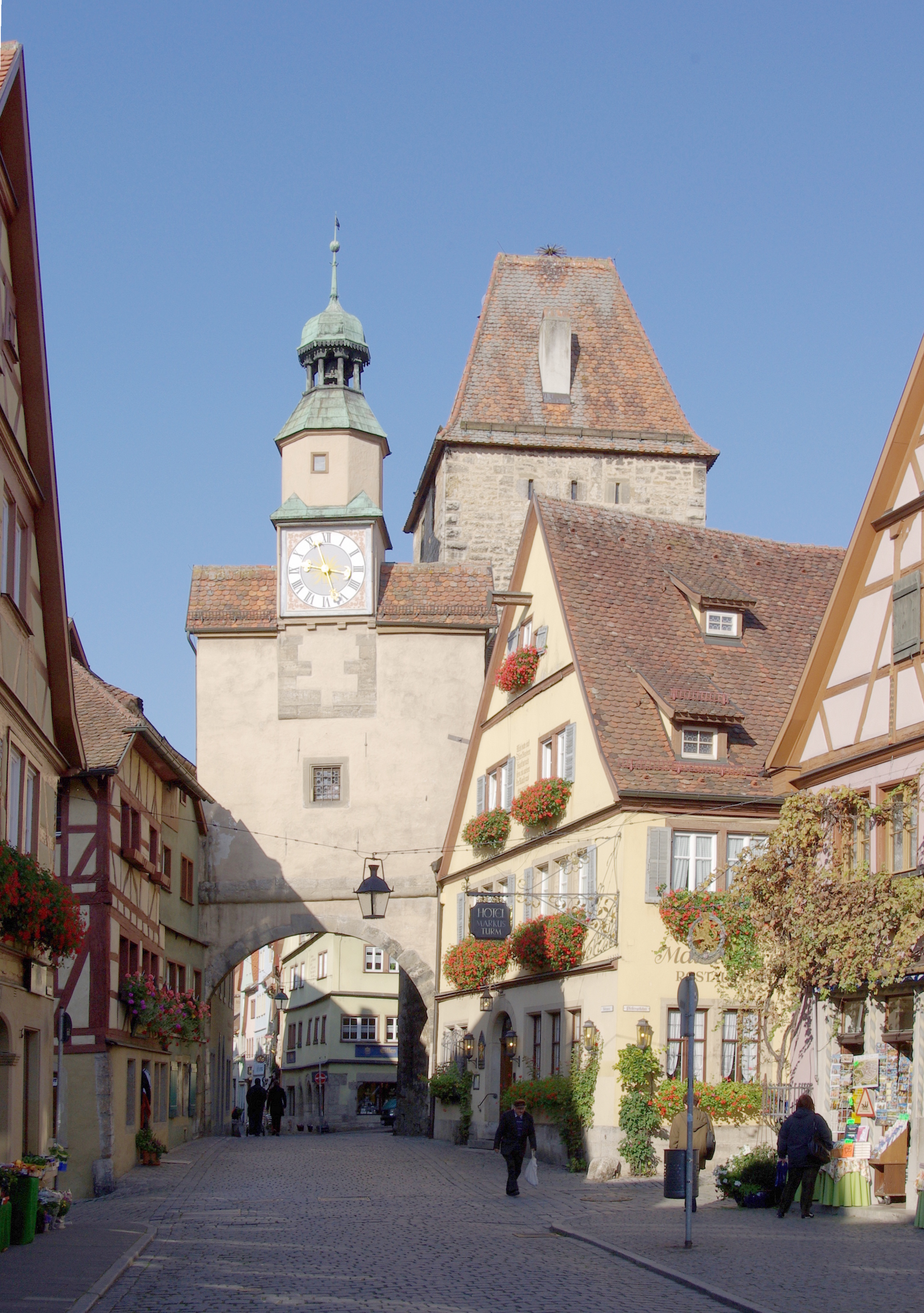
Röderbogen mot Markusturm
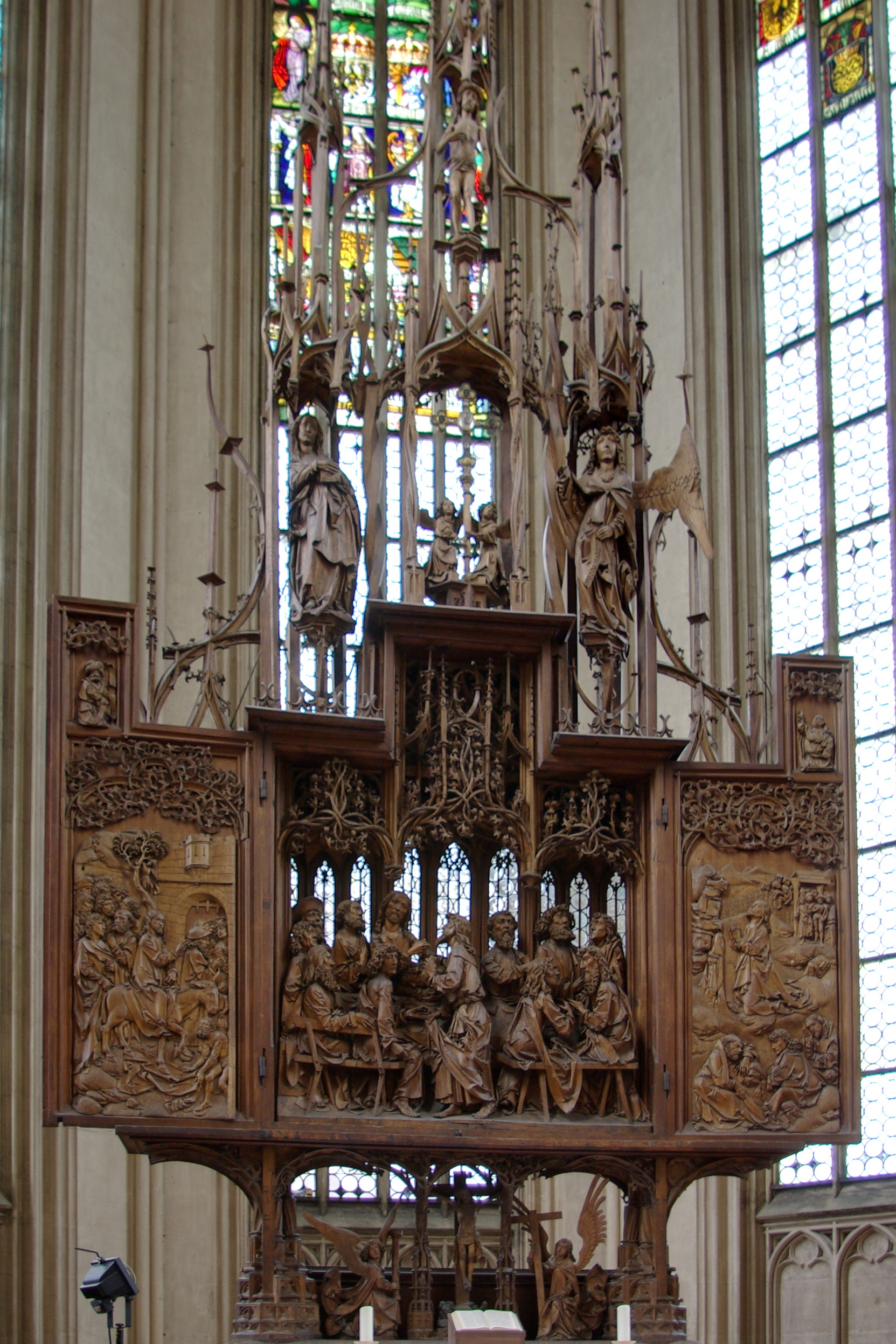
Heilig-Blut-Altar av Tilman Riemenschneider i Jakobskirche
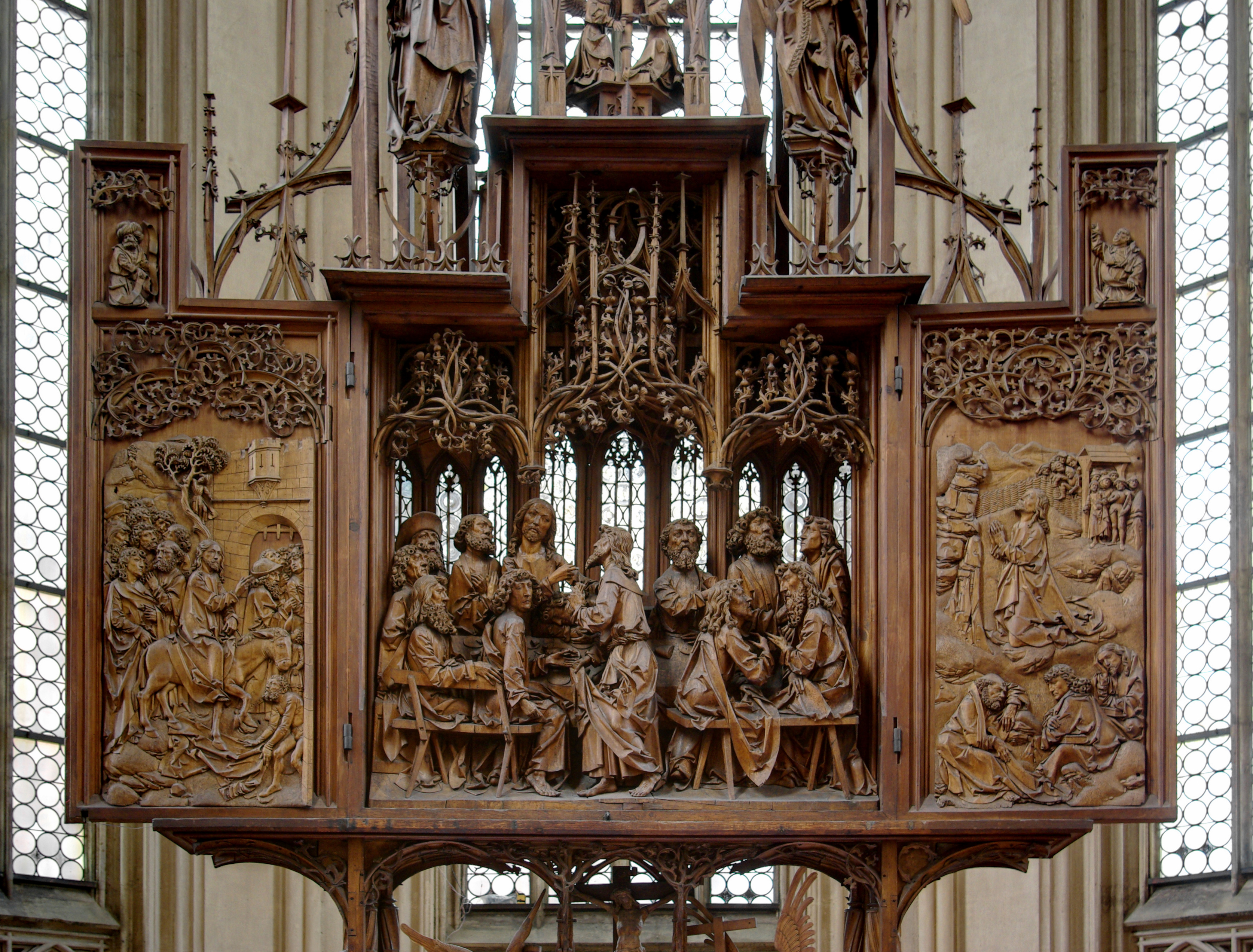
Detalj av Heilig-Blut-Altar